# Lampronycteris brachyotis
Lampronycteris brachyotis é uma espécie de morcego da família dos filostomídeos (Phyllostomidae). É a única espécie descrita para o gênero Lampronycteris. Pode ser encontrada na América Central e na América do Sul. Frugívora e insetívora, é encontrada em florestas de várzea até uma altitude de 700 metros. Sua atividade é maior nas primeiras duas horas após o pôr do sol, e atinge o pico novamente após a meia-noite.

## Descrição
Trata-se de espécie de porte médio. Suas orelhas são curtas e pontudas, e sua folha nasal é relativamente pequena. Seu pelo dorsal é marrom escuro ou marrom alaranjado, e o pelo ventral é laranja ou amarelo-avermelhado. A espécie pesa entre 9−15 g (316,94 oz) e tem comprimentos de antebraço de 9−15 gramas (316,94 onças). Sua fórmula dentária é {\displaystyle {\tfrac {2.1.2.3}{2.1.3.3}}} e possui, ao todo, 34 dentes.

## Biologia e ecologia
É principalmente uma espécie insetívora, mas também consome frutas, néctar e pólen. É noturna, acomodando-se em locais abrigados durante o dia, como cavernas, minas, árvores ocas e ruínas arqueológicas. Geralmente se instala em pequenas colônias que consistem em dez ou menos indivíduos, embora uma colônia de 300 indivíduos já tenha sido documentada no México.

## Abrangência e habitat
Pode ser encontrada em vários países na América Central e América do Sul, incluindo: Belize, Brasil, Colômbia, Costa Rica, Guatemala, Guiana, Guiana Francesa, México, Nicarágua, Panamá, Peru, Suriname, Trindade e Tobago e Venezuela. É geralmente encontrada em áreas de planície abaixo de 150 metros (490 pés)  acima do nível do mar, embora tenha sido documentado em até 700 metros (2 300 pés) acima do nível do mar.

## Conservação
A União Internacional para a Conservação da Natureza (UICN / IUCN), em sua Lista Vermelha, classifica que Lampronycteris brachyotis é uma espécie pouco preocupante, pois tem ampla distribuição geográfica e sua população está estável, apesar da perda de habitat. Não há, contudo, dados acerca do número total de indivíduos da espécie. Em 2005, no Brasil, este morcego foi listado como vulnerável na Lista de Espécies da Fauna Ameaçadas do Espírito Santo; em 2014, sob a rubrica de "dados insuficientes" no Livro Vermelho da Fauna Ameaçada de Extinção no Estado de São Paulo; e em 2018, como pouco preocupante na Lista Vermelha do Livro Vermelho da Fauna Brasileira Ameaçada de Extinção do Instituto Chico Mendes de Conservação da Biodiversidade (ICMBio).